# Litanias (Mozart)
Wolfgang Amadeus Mozart compôs quatro ladainhas em seu serviço como músico da igreja para a Catedral de Salzburgo, duas das quais são cenários das Litaniae Lauretanae, a Ladainha da Bem-Aventurada Virgem Maria. Os outros dois são cenários da Litaniae de venerabili altaris sacramento, venerando a Eucaristia. Mozart compôs as obras para quatro solistas, coro, instrumentos e contínuo. As ladainhas apareceram no Neue Mozart-Ausgabe (NMA) de Bärenreiter em 1969.

## História
Mozart compôs estas quatro ladainhas em seu serviço como músico da igreja para o príncipe-arcebispo de Salzburgo. Litanias são orações que repetem aclamações, às vezes em forma de responsório.
Mozart retornou de sua primeira viagem italiana, iniciada em dezembro de 1769, para sua posição em Salzburgo como Konzertmeister (Spalla) do arcebispo em março de 1771. Compôs sua primeira ladainha, K. 109, datada de maio de 1771, no espírito da música italiana que encontrara em sua viagem.